# Casa taller Bonilla
La casa n.º 15 o casa taller Bonilla en Vitoria (Álava, España) es un edificio de viviendas que alberga taller y exposición de muebles, situado en la zona centro de Vitoria. 
Es construcción exenta que consta de planta baja y dos alturas. Tiene zócalo con placado de mármol, revocándose el resto de la fachada en gris y blanco. La planta baja presenta tres accesos y cuatro ventanas, todos ellos en arco carpanel. Las plantas superiores configuran un segundo cuerpo más pequeño con cinco ejes de vanos también en carpanel. En estos, los ejes extremos son ocupados por miradores muy decorados que se apoyan en grandes ménsulas adornadas con volutas y guirnaldas.
En los ejes centrales aparecen balcones, unidos los de la primera planta por repisa apoyada en dos ménsulas centrales. La fachada se remata con cornisa moldurada.